# Victoria Silvstedt
Karen Victoria Silvstedt (Skellefteå, 19 september 1974) is een Zweeds model, actrice en zangeres.

## Levensloop
In haar jeugd raakte ze gepassioneerd door skiën en werd ze lid van het Zweedse skiteam. Een ernstige schouderblessure ten gevolge van een val maakte een einde aan haar sportieve loopbaan.
Ze nam deel aan de Miss-Zwedenverkiezing, waar ze tweede werd achter Johanna Lind. Het volgende jaar vertegenwoordigde ze haar land in de Miss World-verkiezing en was ze een van de acht finalisten. In 1994 begon ze als model in Parijs, met opdrachten voor diverse bedrijven zoals Chanel, Christian Dior, Givenchy, Valentino en Giorgio Armani.
Silvstedt beweert dat zingen haar hobby is. In 2001 nam ze een album op genaamd Girl on the Run, waarop de single Hello Hey terug te vinden is.
Ze speelde in Hollywood-films als Boat Trip, The Independent, BASEketball en Out Cold.
Sinds 2006 is ze assistente van Christophe Dechavanne in de nieuwe versie van "La roue de la fortune", de Franse versie van het Rad van Fortuin, op de zender TF1.

Sinds 2008 verschijnt ze in een realityshow rond haar leven genaamd My Perfect Life, die uitgezonden wordt in het Verenigd Koninkrijk, Latijns-Amerika, Australië en de Verenigde Staten.
Silvstedt spreekt Zweeds, Engels, Frans en Italiaans.